# Јасмин Џеко
Јасмин Џеко (Добој, 15. новембар 1958) бивши је југословенски и босанскохерцеговачки фудбалер.

## Каријера
Рођен је 15. новембра 1958. године у Добоју. Углавном је играо на позицијама десног бека који често учествују у нападачким акцијама. Фудбалску каријеру је почео у Слоги из Добоја. Након тога прелази 1980. године у Осијек, за који је наступао у два наврата. Играо је једну сезону 1984/85. за загребачки Динамо. Каријеру је завршио у Аустрији, где је почео да ради као тренер, живи у градићу Шпитал.
За репрезентацију Југославије играо је два пута, 30. марта 1983. у Темишвару против Румуније када је на дебију за национални тим постигао погодак и 23. априла 1983. у Паризу против Француске (пораз 4:0).

## Голови за репрезентацију
Голови Џека у дресу са државним грбом.
| #  | Датум          | Место    | Противник | Гол | Резултат | Такмичење   |
| -- | -------------- | -------- | --------- | --- | -------- | ----------- |
| 1. | 30. март 1983. | Темишвар | Румунија  | 1:0 | 2:0      | пријатељска |

## Успеси
- Динамо Загреб
  - Куп Југославије: финале 1985.